# Liptovské nivy
Liptovské nivy jsou geomorfologickou částí Liptovské kotliny. Zabírají rozsáhlé území v okolí Váhu, Belej a jejich přítoků v okresech Ružomberok a Liptovský Mikuláš. 

## Polohopis
Území se nachází v západní polovině Podtatranské kotliny, v západní a střední části podcelku Liptovská kotlina. Sleduje vodní toky Vah, Revúca a Belá a zabírá úzký pás jejich pobřeží. Ve východní části se větví, a zatímco niva Váhu končí u soutoku zdrojnice Bílý a Černý Váh při Kráľovy Lehote, severovýchodním směrem pokračuje niva Belé až pod úpatí Západních Tater. 
Na západním okraji sousedí Šípská Fatra (podcelek Velké Fatry ), severním směrem leží Chočské podhorie a Smrečianska pahorkatina (obě části Liptovské kotliny), krátkým úsekem Liptovské Tatry (část Západních Tater ) a Tatranské podhorie, podcelek podtatranské kotliny. Východním směrem pokračuje kotlina částí Hybianska pahorkatina, v jižní části sousedí Važecký chrbát, který je podcelku Kozích hřbetů. Jižní okraj vymezuje okraj Nízkých Tater a jejich části Priehyba a Demänovské vrchy a následně opět sousedé části Liptovské kotliny, Galovianske háje a Lubelská pahorkatina. 
Osou území je řeka Váh, která protéká Liptovskými nivami od Kráľovy Lehoty na východě po Ružomberok na západním okraji celé podtatranské kotliny. Ve střední části se nachází vodní plocha Liptovské Mary a její vyrovnávací nádrže Bešeňová. Při Liptovském Hrádku vybíhá severovýchodním směrem rameno, kopírující řeku Belá. 

## Osídlení
Liptovské nivy patří mezi hustě osídlené oblasti a na jejich území leží města Ružomberok, Liptovský Mikuláš a Liptovský Hrádok. Z obcí patří mezi nejvýznamnější Lisková, Bešeňová, Kráľova Lehota a Pribylina. 

## Ochrana území
Jižním okrajem vede ochranné pásmo Národního parku Nízké Tatry, na severovýchodě zasahuje ochranné pásmo Tatranského národního parku. Zvláště chráněné lokality leží převážně v okrajových polohách, přímo na území niv zasahuje přírodní rezervace Ivachnovský luh, přírodní památka Bešeňovské travertíny a Mašiansky balvan a chráněný areál Ratkovo. 

## Doprava
Západo-východní směr kotliny využívají silniční i železniční komunikace mezinárodního významu. Údolím Váhu vede v trase dálnice D1 Evropská silnice E50 ( Žilina - Košice ), kterou v Ružomberku křižuje E 77, kopírující silnici I / 59 ( Dolný Kubín - Zvolen ). Významné jsou také silnice I / 18 ( Žilina - Poprad ) i I / 72 ( Podbrezová - Liptovský Hrádok ), pro cestovní ruch je důležitá silnice II / 537, která vede z Liptovského Hrádku na Podbanské, kde začíná tatranská magistrála, Cesta svobody. Vážským údolím vede i železniční trať Žilina - Košice, která je součástí nejvýznamnějšího železničního spojení země. 

## Turismus
Rozmanité prostředí Liptovských niv poskytuje širokou škálu turistických atrakcí, od přírodních zajímavostí, kulturních památek, po rekreační a odpočinkové zóny. Historické památky nabízejí tak města, tak obce, přičemž jedinečnou je například ruina hradu Liptovský Hrádok přímo v centru stejnojmenného města. Velkým lákadlem je okolí Liptovské Mary, včetně Vodního parku Bešeňová a Aquaparku Tatralandia. V těsném sousedství území jsou archeologické naleziště v Liskovské jeskyni či Archeopark Havránok.  Snadno dostupné jsou cenná území Demänovské a Jánské doliny v Nízkých Tatrách a Tiché a Koprové doliny v Západních Tatrách.
Z měst a obcí vedou cesty a značené chodníky do dolin okolních pohoří, včetně Západních Tater, Nízkých Tater, Chočských vrchů či Velké Fatry. 